# Nama stewartii
Nama stewartii är en strävbladig växtart som beskrevs av Ivan Murray Johnston. Nama stewartii ingår i släktet Nama och familjen strävbladiga växter. Inga underarter finns listade i Catalogue of Life.